# Anziano (titolo)
Il termine Anziano (o il suo equivalente nelle altre lingue) viene usato in molte nazioni e organizzazioni per indicare una posizione o un'autorità. Quest'uso deriva generalmente dalla convinzione che i membri più anziani di un gruppo siano i più saggi e pertanto i più qualificati a governare, fornire consigli o altre forme di leadership.

## Europa

### Antichità classica

#### Antica Grecia
Nell'antica Grecia esisteva in molte città una Gherusia, ovvero un Consiglio degli anziani (da gerontes, anziano). Quest'assemblea fu caratteristica delle poleis a regime aristocratico, come per esempio Sparta.

#### Antica Roma
Il significato originario di Senato nell'antica Roma era quello di "consiglio degli anziani", termine derivante dal latino Senex (appunto, uomo anziano). I senatori venivano designati col titolo di patres (letteralmente "padri", poi passato a designare i patrizi).

### Medioevo

#### Inghilterra
Il termine ealdorman in antico inglese significa "anziano", da man, "uomo", e ealdor, "signore", a sua volta da eald "vecchio". Nell'Inghilterra anglosassone indicava un nobile con ruolo simile a quello del conte. Da questo termine è derivato il moderno Aldermanno.

#### Italia
Durante l'età comunale in Italia, il titolo di "anziano" poteva indicare diverse cariche pubbliche nei diversi ordinamenti cittadini. Spesso veniva utilizzato per indicare i membri di un organo collegiale che prendeva il nome appunto di "Consiglio degli Anziani". Consigli degli anziani furono istituiti nei liberi comuni di Ancona, Bologna, Firenze, Genova, Lucca e Verona.

### Paesi baltici
- Seniūnas - Reggitore di una comunità di anziani lituana, (seniūnija in lituano), la più piccola divisione amministrativa della Lituania.
- Vanem - Antico governante di una parrocchia o contea in Estonia. Dal 1920 al 1937, il Capo di Stato e il Primo Ministro estoni vennero chiamati Riigivanem, cioè "Anziano di Stato".

### Francia rivoluzionaria
La costituzione termidoriana istituì una camera alta che prese il nome di Consiglio degli Anziani.

### Mondo slavo
Starosta è un termine slavo derivato dalla parola stary ("anziano"). Nei vari paesi dell'Europa orientale nel corso del tempo è diventato un titolo per indicare una posizione (ufficiale o meno) di leadership, usata in vari contesti.

## Altri usi

### Mondo arabo
Il titolo onorifico di Sceicco nel mondo arabo letteralmente significa "uomo anziano", significato poi traslato ad indicare una persona autorevole o un capo.

### Australia
Gli aborigeni australiani usano il termine per denotare un uomo d'autorità molto rispettato che è passato attraverso molti riti e cerimonie e possiede una profonda conoscenza delle tradizioni. Egli sarà consultato su ogni aspetto importante della vita aborigena. In alcune società aborigene, il termine viene anche applicato alle donne che godono di una simile posizione o status nella loro società.

### Maya
Hor Chan in lingua maya significa "Capo di Chan". Chan era un termine che i Maya utilizzavano per indicare sé stessi.